# C16H22N2O
化学式C16H22N2O（摩尔质量：258.359 g/mol）可以指：
- 4-HO-McPeT，CAS号：77872-48-1
- 11-羟基石松定碱 PubChem CID：102243444

|  | 这个同类索引页列出了具有相同分子式的化学物（即同分異構體）条目。 除非您是有意链接至本页，否则应将相应条目的内部链接指向正确的条目。 |